# 日本三百名山
日本三百名山（にほんさんびゃくめいざん）是指1978年日本山岳會選定的日本300座山。1964年（昭和39年），深田久彌將日本境內100座山峰認定為日本百名山。1984年（昭和59年），人們又將日本境內200座山峰認定為日本二百名山。